# Supercopa de España (calcio a 5)
La Supercopa de España è un torneo spagnolo di calcio a 5 organizzato dalla RFEF che oppone annualmente la squadra vincitrice della Primera División, il detentore della Copa de España e altre due società determinate in base ai piazzamenti nella stagione precedente delle altre due.

## Formula
La formula attuale, adottata nel 2021 ma già in vigore tra il 2006 e il 2012, consiste in una finale a quattro con incontri a eliminazione diretta. Dal 1990 al 2005, e di nuovo tra il 2013 e il 2020, la partecipazione al torneo era ristretta ai vincitori di campionato e coppa nazionale. Qualora fossero coincise, la Supercoppa  veniva assegnata d'ufficio, motivo per il quale non si disputarono tre edizioni durante gli anni '90.

## Albo d'oro
| Stagione | Sede                                     | Vincitore           | Finalista           | Semifinaliste                    |
| -------- | ---------------------------------------- | ------------------- | ------------------- | -------------------------------- |
| 1990     | Nessuna                                  | Interviú            | Non disputata       | Semifinali non previste          |
| 1991     | Madrid e Talavera de la Reina            | Interviú            | Caja Toledo         | Semifinali non previste          |
| 1992     | Torrejón de Ardoz e Talavera de la Reina | Marsanz Torrejón    | CCM Toledo          | Semifinali non previste          |
| 1993     | Saragozza e Torrejón de Ardoz            | Sego Zaragoza       | Marsanz Torrejón    | Semifinali non previste          |
| 1994     | Torrejón de Ardoz e Maspalomas           | Marsanz Torrejón    | Maspalomas          | Semifinali non previste          |
| 1995     | Murcia e Saragozza                       | ElPozo Murcia       | Sego Zaragoza       | Semifinali non previste          |
| 1996     | Nessuna                                  | Interviú            | Non disputata       | Semifinali non previste          |
| 1997     | Segovia                                  | CLM Talavera        | Maspalomas          | Semifinali non previste          |
| 1998     | Murcia                                   | Segovia             | ElPozo Murcia       | Semifinali non previste          |
| 1999     | Nessuna                                  | Segovia             | Non disputata       | Semifinali non previste          |
| 2000     | Vigo                                     | Segovia             | Playas de Castellón | Semifinali non previste          |
| 2001     | Ponferrada                               | Interviú            | Playas de Castellón | Semifinali non previste          |
| 2002     | Torrejón de Ardoz                        | Interviú            | Valencia            | Semifinali non previste          |
| 2003     | Santiago di Compostela                   | Interviú            | ElPozo Murcia       | Semifinali non previste          |
| 2004     | Siviglia                                 | Playas de Castellón | Interviú            | Semifinali non previste          |
| 2005     | La Coruña                                | Interviú            | Prone Lugo          | Semifinali non previste          |
| 2006     | Castellón                                | ElPozo Murcia       | Santiago            | Cartagena, Playas de Castellón   |
| 2007     | Benicarló                                | Interviú            | ElPozo Murcia       | Baix Maestrat, Cartagena         |
| 2008     | Segovia                                  | Inter               | Segovia             | Baix Maestrat, ElPozo Murcia     |
| 2009     | Vigo                                     | ElPozo Murcia       | Santiago            | Barcellona, Inter                |
| 2010     | Guadalajara                              | Santiago            | Inter               | ElPozo Murcia, Guadalajara       |
| 2011     | Torrejón de Ardoz                        | Inter               | Barcellona          | Carnicer Torrejón, ElPozo Murcia |
| 2012     | La Coruña                                | ElPozo Murcia       | Inter               | Barcellona, Santiago             |
| 2013     | Barcellona e Murcia                      | Barcellona          | ElPozo Murcia       | Semifinali non previste          |
| 2014     | Alcalá de Henares e Murcia               | ElPozo Murcia       | Inter               | Semifinali non previste          |
| 2015     | Ciudad Real                              | Inter               | Jaén                | Semifinali non previste          |
| 2016     | Antequera                                | ElPozo Murcia       | Inter               | Semifinali non previste          |
| 2017     | Torrejón de Ardoz e Murcia               | Inter               | ElPozo Murcia       | Semifinali non previste          |
| 2018     | Ciudad Real                              | Inter               | Jaén                | Semifinali non previste          |
| 2019     | Guadalajara                              | Barcellona          | ElPozo Murcia       | Semifinali non previste          |
| 2020     | Madrid                                   | Inter               | Barcellona          | Semifinali non previste          |
| 2021     | Jerez                                    | Barcellona          | Palma               | Inter, ElPozo Murcia             |
| 2022     | Alzira                                   | Barcellona          | Inter               | ElPozo Murcia, UMA Antequera     |
| 2023     | Jaén                                     | Cartagena           | Barcellona          | Jaén, Palma                      |

## Vittorie per club
| Titoli | Squadra             | Edizione                                                                           |
| ------ | ------------------- | ---------------------------------------------------------------------------------- |
| 14     | Inter               | 1990, 1991, 1996, 2001, 2002, 2003, 2005, 2007, 2008, 2011, 2015, 2017, 2018, 2020 |
| 6      | ElPozo Murcia       | 1995, 2006, 2009, 2012, 2014, 2016                                                 |
| 4      | Barcellona          | 2013, 2019, 2021, 2022                                                             |
| 3      | Segovia             | 1998, 1999, 2000                                                                   |
| 2      | Marsanz Torrejón    | 1992, 1994                                                                         |
| 1      | Sego Zaragoza       | 1993                                                                               |
| 1      | CLM Talavera        | 1997                                                                               |
| 1      | Playas de Castellón | 2004                                                                               |
| 1      | Santiago            | 2010                                                                               |
| 1      | Cartagena           | 2023                                                                               |